# John Seymour (auteur)
Pour les articles homonymes, voir John Seymour et Seymour.
John Seymour (12 juin 1914 - 14 septembre 2004) est un auteur britannique, pionnier du mouvement pour l'autosuffisance. Son livre The Complete Book of Self-sufficiency publié en 1976 aux éditions Dorling Kindersley  et préfacé par Ernst Friedrich Schumacher, est devenu une référence pour l'autonomie alimentaire.

## Biographie
Il est né dans l'Essex en Angleterre et fut scolarisé en Suisse puis étudia au Wye agricultural College (Kent) ensuite il partit en Afrique vers 20 ans. Pendant la Seconde Guerre mondiale, il rejoint les King's African Rifles et s'est battu en Ethiopie et en Birmanie. Il rentra en Angleterre et écrivit des livres de voyage sur l'Afrique et l'Inde ainsi que d'autres comme un article sur la navigation à voile. Il fit des émissions à la BBC.
Il se marie en 1953 et loue avec son épouse Sally, une maison sans eau ni électricité avec leur premier enfant dans la campagne du Suffolk. Dix ans plus tard ils partirent à l'Ouest du pays de Galles (où il est enterré) sur une propriété de 3.5 hectares, puis alla à Killowen en Irlande en 1981 avec sa compagne Angela Ashe ; il s'engage alors pour la préservation de l'environnement.
En 1992, il ouvrit une école de vie en autarcie avec sa compagne.
En 1998, il était l'un des 7 militants arrêtés pour avoir détruit une partie d'un champ expérimental de betteraves sucrières (OGM) de Monsanto.
Il participa au sommet de la Terre des Nations unies à Rio avec Will Sutherland.
John disait que le bonheur c'était « Se mettre à table affamé et au lit fatigué ».
John Seymour a joué de multiples rôles en tant qu'écrivain, écologiste et agriculteur ; militant contre le consumérisme, l'industrialisation, les organismes génétiquement modifiés, les villes et les voitures ; défenseur de l'autonomie, de la responsabilité personnelle, de l'autosuffisance, de la convivialité, du jardinage, du soin de la Terre et du sol, il fit notamment de nombreux cours d'autarcie.
En tout, il écrivit environ quarante livres et participa à de nombreux films et émission de radio (BBC et RTE).

## Publications
- Revivre à la campagne réédité sous le titre Le grand guide Marabout de l'autosuffisance, éditions Marabout, 2019  (ISBN 9782501124799).
- Métiers oubliés, éditions du Chêne, 1985.
- Arts et traditions à la maison, éditions du Chêne, 2001.
- Le grand guide du potager, éditions Marabout, 2009.